# Сибирьтелеком
Сибирьтелеком — ранее существовавшая российская телекоммуникационная компания, одна из семи межрегиональных компаний связи (МРК), принадлежавших ОАО «Связьинвест». Прекратила свою деятельность 1 апреля 2011 года в результате присоединения к ОАО «Ростелеком».
Полное наименование — Открытое акционерное общество «Сибирьтелеком». Штаб-квартира располагалась в Новосибирске.
Образована в 2002 году в рамках реформирования отрасли электросвязи путём присоединения к новосибирскому оператору электросвязи девяти компаний электросвязи Сибирского федерального округа.

## Собственники и руководство
Контрольный пакет акций (50,67 % обыкновенных акций) «Сибирьтелекома» принадлежит «Связьинвесту». Председатель совета директоров — Евгений Юрченко (генеральный директор ОАО «Связьинвест»).
Капитализация — $329,7 млн (1 сентября 2009 года).
Генеральным директором компании с 30 апреля 2009 года до момента присоединения к «Ростелекому» являлся Иван Дадыкин. С 1 июня 2011 года вице-президент — директор макрорегионального филиала «Сибирь» ОАО «Ростелеком» — Кудрявцев Максим Георгиевич.

## Деятельность
ОАО «Сибирьтелеком» — крупнейшая телекоммуникационная компания Сибири (доля рынка местной телефонии — 80 %, внутризонной связи — 97 %, доступа в Интернет — 57 %, мобильной связи — 21 %). Номерная ёмкость — 4,7 млн номеров.
В состав компании входили 11 региональных филиалов: Алтайский, Бурятский, Горно-Алтайский, Иркутский, Кемеровский, Красноярский, Новосибирский, Омский, Томский, Хакасский и Читинский. Компании также принадлежали ряд операторов сотовой связи: «ЕТК», «Байкалвестком», «Центр сотовых телекоммуникаций» (торговая марка «Wellcom»).

### Показатели деятельности
Численность персонала — 26,6 тыс. человек (2008 год).
В структуре доходов компании в 2008 году 43,5 % составляют доходы от предоставления услуг местной телефонной связи (11 332,4 млн руб.). Существенными статьями в структуре доходов являются доходы от предоставления услуг внутризоновой телефонной связи (5413,3 млн руб.) и услуг присоединения и пропуска трафика (3226,8 млн руб.) 20,7 % и 12,3 % соответственно. Доходы, полученные от предоставления услуг документальной электросвязи, составляют 17,5 % (4566,3 млн руб.) от суммарной выручки. Доходы от предоставления услуг сотовой связи в структуре выручки — 4,2 % (1086,6 млн руб.).
Выручка «Сибирьтелекома» в 2008 (РСБУ) — 27,617 млрд руб. (рост на 4,1 %). Чистая прибыль — 2,107 млрд руб. (снижение на 20,3 %; 2,645 млрд руб. в 2007). Основными факторами роста доходов компании в 2008 явились рост числа пользователей услуг доступа в Интернет, внутризонового и Интернет-трафика.
Доходы ОАО «Сибирьтелеком» без учёта дочернего бизнеса в 2006 году достигли 23 084,6 млн руб., увеличившись на 1177,9 млн руб. или на 5,4 % по сравнению с 2005 годом в соответствии с российскими стандартами бухгалтерского учёта (РСБУ).
Выручка «Сибирьтелекома» по МСФО в 2005 году составила 27,4 млрд руб., EBITDA — 6,7 млрд руб., чистая прибыль — 1,6 млрд руб.
На середину 2007 года компания занимает 43 % совокупного объёма телекоммуникационного рынка СФО. На региональном рынке на долю компании приходится 83 % услуг местной связи, 95 % — услуг внутризоновой связи, 51 % — услуг доступа к сети Интернет, 23 % — сотовой связи. Компания обслуживает более 4,2 млн абонентов фиксированной и около 3,7 млн абонентов сотовой связи.

## Критика
2 февраля 2009 года Федеральная антимонопольная служба заявила о возбуждении дела в отношении ОАО «СибирьТелеком» по признакам нарушения антимонопольного законодательства в части установления монопольно высоких цен за использование абонентской линии.